# Boscarla menjamosquits
La boscarla menjamosquits o el menjamosquits (Acrocephalus palustris) és una espècie d'ocell de la família dels acrocefàlids (Acrocephalidae) i del gènere Acrocephalus que habita zones humides des d'Anglaterra i Suècia fins a les vores de la Mar Càspia; també es troba com a hivernant a la costa sud-est d'Àfrica.